# Ball de Panderos
El ball de panderos, també anomenat ball de panderetes o ball de panderets és una dansa que és ballada en algunes poblacions del Penedès i forma part dels seguicis festius de les respectives localitats. Malgrat que en algunes poblacions com Vilafranca del Penedès o Sant Pere de Ribes existeixin colles diferenciades de panderos i panderetes, amb indumentàries diferents, les danses són les mateixes. Es caracteritzen per dur una pandereta a la mà.

## Història

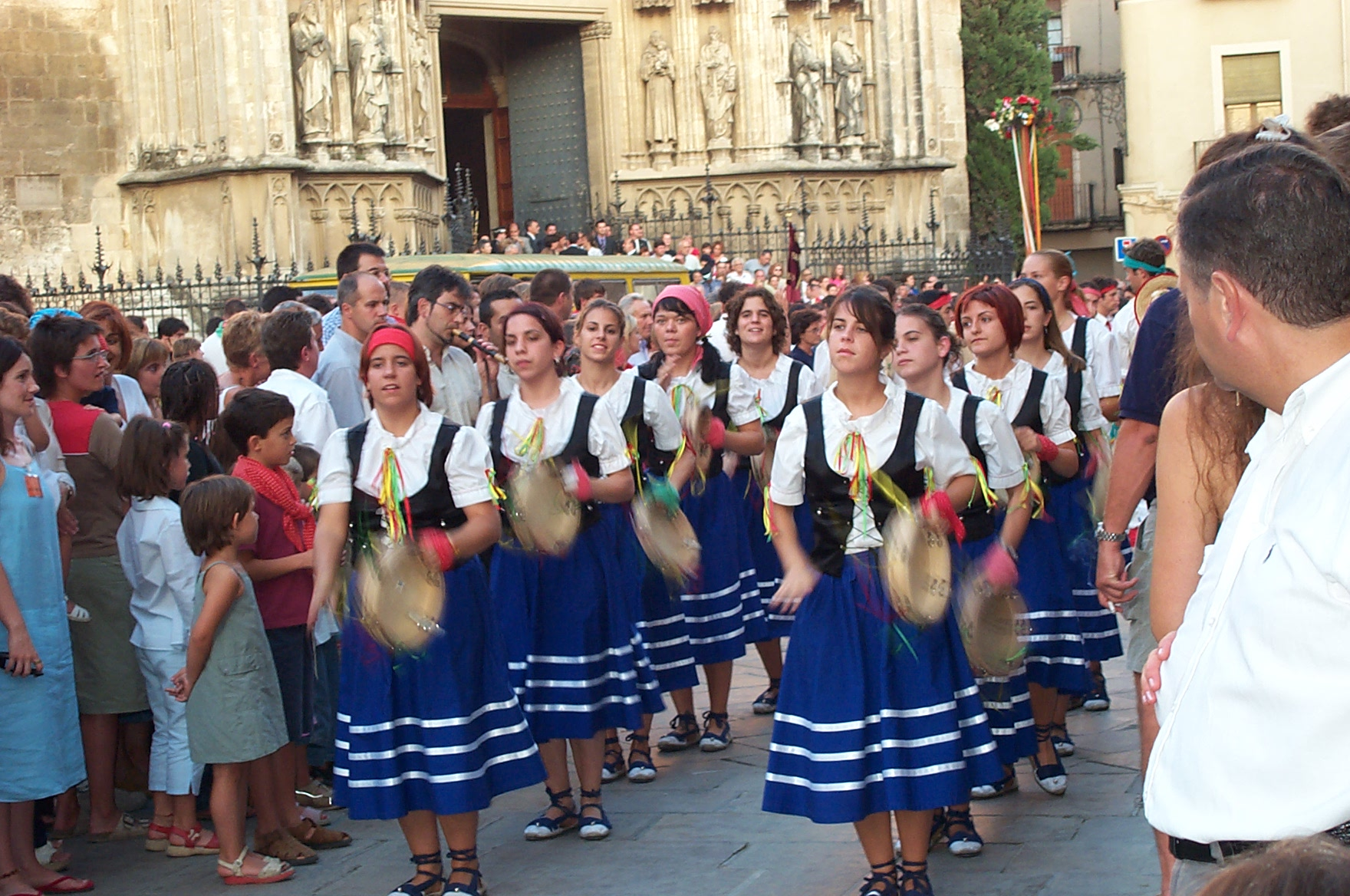
Ball de panderetes de Vilafranca

A diferència d'altres balls populars de la zona, com el ball de pastorets o el ball de cercolets, l'aparició del ball com a tal no es produeix fins al segle xix i només es localitza a Vilafranca del Penedès. Fins a finals dels anys seixanta del segle xx el ball no s'exporta a altres poblacions.
La primera referència del ball és a la Festa Major de Vilafranca del Penedès l'any 1868. L'origen del ball és incert, ja que es creu que podria prevenir tant del sud de Catalunya, del País Valencià, com d'Aragó. Apareix sota el nom de panderets o panderos. El ball només era ballat per homes, i es creu que el nom del ball pot venir per aquest fet, en comptes de l'instrument que porten. El ball va ballar per darrer cop el 1967. Com a causa de la desaparició, el 1968, un grup de noies i una monitora d'esplai s'engresquen per recuperar el ball a Vilafranca. Apareix anomenat com a ball de panderetes, ballat només per noies i amb un vestuari diferent. Aquest canvi també acaba suposant la introducció de la dona per primer cop en algun ball a Vilafranca.
A conseqüència del canvi vilafranquí, el ball es va començar a exportar a altres poblacions amb la forma de ball de panderetes (ballats per nenes i anant amb faldilla) a Sant Quintí de Mediona (1969), Sant Pere de Ribes (1972), Sitges (1980) i les Roquetes (1984).
Amb el retorn de la democràcia, el món dels balls populars creix amb força i el ball de panderos es recupera a Vilafranca del Penedès el 1981, aquest cop diferenciat del de panderetes i amb balladors d'ambdós sexes i respectant la indumentària original del ball de panderos. A conseqüència d'aquest canvi, comencen a aparèixer balls de panderos (amb pantaló i en la majoria de casos amb faldellí) a altres localitats, com Vilanova i la Geltrú (1984) i Cubelles (1993).
Moltes poblacions de l'Alt Penedès, Baix Penedès i Garraf també han incorporat balls de panderetes o de panderos recentment.

## Diferències entre panderos i panderetes
La distinció entre panderos i panderetes bàsicament recau en el vestuari i en el sexe dels balladors. Tots dos balls duen una pandereta. Els colors i els elements canvien en cada poble, però generalment segueixen el següent patró:
- Ball de panderos: les colles que ballen sota la denominació de ball de panderos solen dur camisa blanca, mocador creuat, faixa, faldellí, pantalons blancs llargs, camalls, mitjons i espardenyes de vetes. Hi poden ballar tant nois com noies. En el ball original de Vilafranca, i en algunes poblacions, la meitat dels balladors porten algun element distintiu de color vermell (faldilla, mocador, faixa o camalls) i l'altra meitat de color blau.
- Ball de panderetes: còfia, cosset o armilla, faldilla, espardenyes de vetes. A les panderetes hi porten penjades cintes de colors. No porten camalls. Ballat únicament per noies.

A Sitges, el ball de panderetes va aparèixer amb faldilla, però de mica en mica ha anat adoptant el vestuari propi de panderos.

## Coreografies

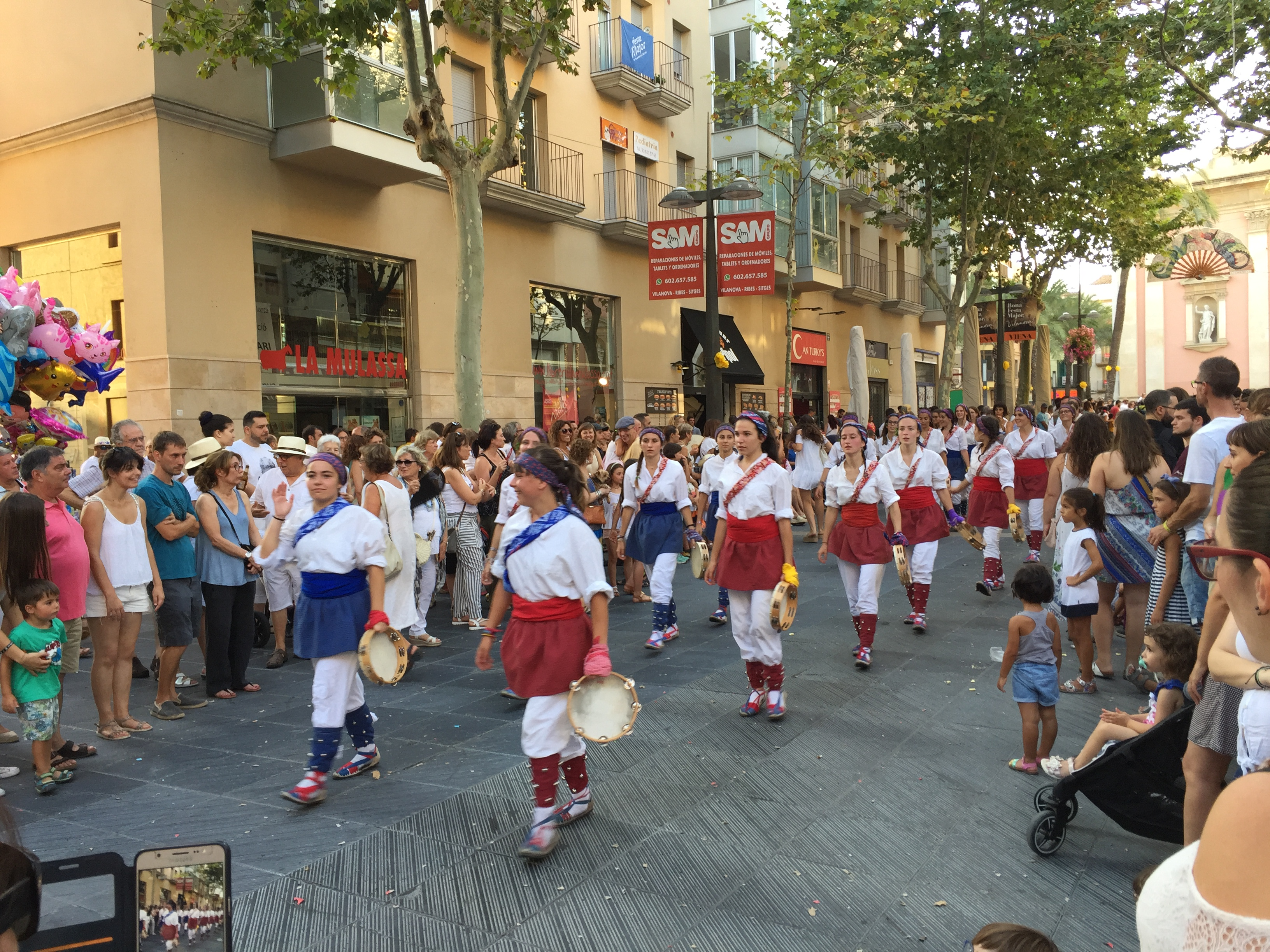
Ball de panderos de Vilanova i la Geltrú ballant "el quadro"

Els següents balls són comuns en tots els pobles, si bé, el ritme de picar o el ritme de la música pot canviar de poble a poble.
- La jota: la música data de meitats del segle xix i és una variació de la "jota del peix barato". És el ball de lluïment.[3]
- La creu: la música és la del drac de Vilafranca (Ton pare balla el drac). Els balladors es posicionen en forma de creu.
- La serp: és un ball per anar avançant ràpidament. Els últims de la fila van avançant endavant passant entre els balladors fent esses. Es pot fer amb una fila o amb dues.
- El quadrat o el quadro: ball parat on els dansaires es posen en forma de rectangle.
- Els platarets: ball parat semblant al quadrat però on s'ajunten quatre balladors al centre i giren entre ells semblant a una hèlix.